# 桜舞い降りる頃、涙色 feat.mayo
「桜舞い降りる頃、涙色 feat.mayo」（さくらまいおりるころ、なみだいろ フィーチャリング マヨ）は、相川七瀬30枚目のシングル。2014年3月5日発売。

## 解説
本作は相川の5年ぶりのシングル。表題曲「桜舞い降りる頃、涙色」を相川歌唱と岡本真夜歌唱が両A面収録の「ダブルネームシングル」。
作詞は相川、作曲は岡本が手掛けている。
元々相川が自身のシングル曲のため岡本に作曲を依頼して制作されたが、岡本歌唱も聴きたい周囲の声に応え相川がレコード会社に打診、実現した。
相川歌唱は、ギターにマーティ・フリードマン、ドラムにLUNA SEAの真矢が参加のロッカ・バラード。岡本歌唱は、イントロのピアノが印象的なアレンジ。各々の曲にそれぞれコーラスて参加。初回盤には表題曲のミュージック・ビデオ収録DVD同梱。

## 収録曲
| 全作詞: 相川七瀬、全作曲: 岡本真夜。 |                                                          |          |            |            |      |
| #                                    | タイトル                                                 | 作詞     | 作曲・編曲 | 編曲       | 時間 |
| 1.                                   | 「桜舞い降りる頃、涙色 feat.mayo」                       | 相川七瀬 | 岡本真夜   | 渡辺篤弘   | 4:57 |
| 2.                                   | 「桜舞い降りる頃、涙色 feat.nanase」                     | 相川七瀬 | 岡本真夜   | 十川ともじ | 4:55 |
| 3.                                   | 「桜舞い降りる頃、涙色 feat.mayo」(オリジナルカラオケ)   | 相川七瀬 | 岡本真夜   | 渡辺篤弘   | 4:56 |
| 4.                                   | 「桜舞い降りる頃、涙色 feat.nanase」(オリジナルカラオケ) | 相川七瀬 | 岡本真夜   | 十川ともじ | 4:55 |

| #  | タイトル                                                 | 作詞 | 作曲・編曲 |
| -- | -------------------------------------------------------- | ---- | ---------- |
| 1. | 「桜舞い降りる頃、涙色 feat.mayo」(ミュージック・ビデオ) |      |            |